# Scarlett Byrne
Scarlett Hannah Hefner (née: Byrne - Reino Unido, 6 de outubro de 1990 em Hammersmith, Londres) é uma atriz britânica. Ela tornou-se famosa atuando em "Harry Potter and the Half-Blood Prince" e "Harry Potter and the Deathly Hallows: Part 2" no papel da bruxa Pansy Parkinson, a antiga namorada sonserina de Draco Malfoy (interpretado por Tom Felton) e grande inimizade de Hermione Granger (interpretada por Emma Watson). Em 2014 interpretou a personagem polêmica Lexi Mason na série Falling Skies. Já em 2016, ela fez uma participação especial na sétima temporada da famosa série de televisão The Vampires Diaries da The CW, onde interpretou a personagem híbrida de bruxa sifão e vampira Nora Hildegard, formando par romântico com a também híbrida de bruxa sifão e vampira Mary Louise (interpretada por Teressa Liane), formando com isso o primeiro casal homossexual na série.

## Biografia
Scarlett nasceu na cidade de Londres na Inglaterra. Ela tem uma irmã mais velha chamada Ruby Byrne.

### Relacionamento com Cooper Hefner
Em 2015, a atriz ficou noiva do bilionário estadunidense Cooper Hefner, um dos herdeiros da revista Playboy.
Em 04 de novembro de 2019, Byrne e Hefner anunciaram que se casaram oficialmente. Ela depois do casamento passou a adotar o sobrenome do marido, passando a assinar como Scarlett Hannah Hefner.
Em 10 de março de 2020, o casal anunciou oficialmente que estavam esperando o primeiro filho juntos.
No dia 24 de agosto de 2020, a atriz deu à luz a sua primeira filha, a quem nomeou: Betsy Rose Hefner, o nascimento aconteceu na cidade de Los Angeles nos Estados Unidos.

## Filmografia
| Ano  | Filme                                        | Papel           | Direção     |
| ---- | -------------------------------------------- | --------------- | ----------- |
| 2011 | Harry Potter and the Deathly Hallows: Part 2 | Pansy Parkinson | David Yates |
| 2010 | Harry Potter and the Deathly Hallows: Part 1 | Pansy Parkinson | David Yates |
| 2009 | Harry Potter and the Half-Blood Prince       | Pansy Parkinson | David Yates |

| Ano         | Título              | Papel          | Notas        |
| ----------- | ------------------- | -------------- | ------------ |
| 2015 / 2016 | The Vampire Diaries | Nora Hildegard | Recorrente   |
| 2014        | Falling Skies       | Alexis "Lexi"  | 4ª Temporada |
| 2008        | Doctors             | Chloe Daniels  | 1 episódio   |
| 2008        | Kiss My Asp         | Chloe Daniels  |              |
| 2005        | CryBaby             |                |              |